# Кернен
Кернен (нем. Kernen im Remstal) — община в Германии, в земле Баден-Вюртемберг.
Подчиняется административному округу Штутгарт. Входит в состав района Ремс-Мур. Население составляет 15 320 человек (на 31 декабря 2010 года). Занимает площадь 15,05 км².
Коммуна подразделяется на 2 сельских округа.

## Уроженцы Кернена
- Карл Маух (1837—1875) — исследователь Африки и картограф.